# 793 Аризона
793 Аризона (793 Arizona) — астероїд головного поясу, відкритий 9 квітня 1907 року.
Тіссеранів параметр щодо Юпітера — 3,261.